# Michel Corboz
Michel Corboz   (Marsens, 14 de febrer de 1934 - Montreux, 2 de setembre de 2021) va ser un director d'orquestra suís.
Corboz va néixer a Marsens, Suïssa i educat al seu cantó de Friburg nadiu. Va fundar el Grup Musical Vocal de Lausana, amb el qual va fer moltes gires i gravacions. També es va associat amb el Cor Gulbenkien de Lisboa, Portugal i ensenyava al Conservatori de Música de Ginebra.
És especialment conegut per les seves gravacions de música del Barroc i el renaixement, en particular de Claudio Monteverdi.

## Biografia
Michel Corboz va començar la seva formació al Conservatori de Friburg, Suïssa, on va estudiar cant i composició en solitari. Atret per la direcció, no va perdre temps a dedicar-s'hi i va fundar el conjunt vocal de Lausana i el conjunt instrumental de Lausanne el 1961. També és professor del Conservatori de Música de Ginebra i director de cor de la Fundació Gulbenkian a Lisboa.
El 1964, a Nevers (durant les trobades internacionals de cant coral Europa Cantat), va conèixer Michel Garcin, director artístic de la firma Erato. Això serà decisiu per a la resta de la seva carrera, obrint-li el camí per gravar i, per tant, la notorietat internacional. Amb aquesta firma va enregistrar els seus grans èxits amb, entre d'altres, Vespro della Beata Vergine i una òpera (L'Orfeo), de Claudio Monteverdi, així com la Missa en si menor i el Magníficat de Johann Sebastian Bach .
Michel Corboz dirigeix cors, cantates i oratoris a cappella, amb predilecció per Monteverdi, Bach i Marc-Antoine Charpentier. L'excel·lència de les seves interpretacions no es basa tant en la investigació musicològica com en la seva sensibilitat i la seva intel·ligència de les partitures. Mai va intentar formar part del moviment barroc. També ha interpretat obres de músics molt diversos, post-barrocs, com Joseph Haydn, Franz Schubert, Gioachino Rossini, Felix Mendelssohn, Charles Gounod, Johannes Brahms, Gabriel Fauré, Maurice Duruflé i el suís Arthur Honegger, Frank Martin, etc..
La carrera de Michel Corboz està marcada pel seu fervor per la música vocal, que mai no s’ha afeblit. Va rebre el Gran Premi de la Fundació Vaudois per a la promoció i creació artística (1990) i el Premi Pierre i Louise Meylan Foundation (2001). També va guanyar el Prix de Lausanne 2003 pels seus 50 anys de lleialtat coral. És el pare de l'enginyer de so i teclista de jazz Benoît Corboz.

## Discografia

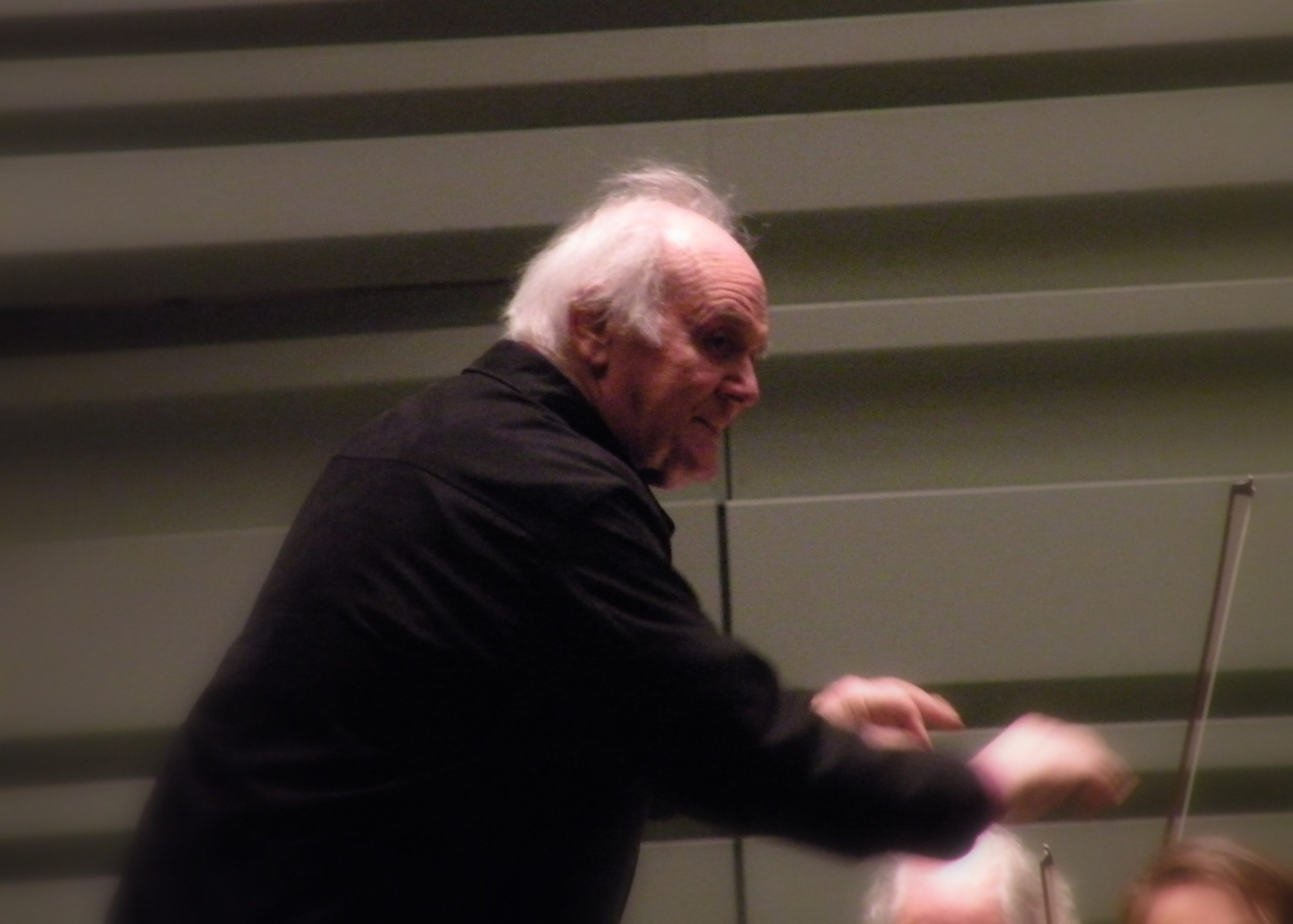
Michel Corboz durant La Folle Journée de Nantes 2009

- 1964 Claudio Monteverdi: Messa té 4 voci da cappella. Ingegneri: Lamentacions de Jeremies, Tenebræ factæ sunt. Erato STE 50238

- 1965 Alessandro Scarlatti: Missa ad usum cappellæ pontificiæ. Sis motets. Erato STE 50287

- 1967 Claudio Monteverdi: Vespro della Beata Vergine. Erato STU 70325/27. Gran Premi de l'Académie Charles Cros.

- 1967-69 Claudio Monteverdi: Selva morale e spirituale. Erato STU 70386/87. 1968 Gran Premi Arthur Honegger de l'Acadèmia Francesa del Disc. Gran Premi del Disc de l'Acadèmia Charles Cros. World Record Prize, Montreux (Chillon d'Argent). Reeditat en CD: Erato 4509-98530-2.

- 1968 Claudio Monteverdi: L'Orfeo. Erato STU 70440/42. Reedició: OX 35-36-2 RE. Gran Premi de l'Acadèmia Francesa del Disc. Deutscher Schallplattenpreis. Gran Premi dels Discòfils. Premi Edison (Països Baixos). Disc d'or japonès.

- 1969 Auteurs du sicle XIX. «La chanson et la danse». Amb l'Ensemble Ricercare (Zürich). Erato STU 70491
- 1969 Michel-Richard de Lalande: De Profundis S 23, Regina Cœli S 53. LP Erato STU 70584 report CD
- 1969 Claude Goudimel: Messe « Le bien que j'ay » Erato STU 70678
- 1970 Compositeurs vénitiens. I Dolci Frutti. Erato STU 70698. Prix des Discophiles.
- 1971 Giovanni Gabrieli: Sacræ Symphoniæ, vol. 2. Amb le Grand Chœur de l'Université et l'Orchestre de Chambre de Lausanne. Erato STU 70675
- 1972 J. S. Bach: Magnificat, Cantate BWV 187. Erato STU 70710
- 1972 J. S. Bach: Messe en si. Erato STU 70715/17
- 1972 Gabriel Fauré: Requiem. Erato STU 70735
- 1973 Marc-Antoine Charpentier: Messe per les trépassés à 8 H.2, Motet per les trépassés à 8 H.311, Prose des morts Dies irae H.12, Élèvation H.234, Miserere des Jésuites H.193, Soli, Choeur Symphonique & Orchestre de la Fondation Gulbenkian de Lisbonne. 2 LP Erato STU 70.765/66 (1973). Report CD, sans H.193, ECD 8812.
- 1974 Johann Sebastian Bach: Messes brèves. 2 LP Erato STU 70805. Réédité en CD: Erato 4509-97236-2. Grand Prix de la Radio-Télévision Belge.
- 1974 Giovanni Bassano: Chansons et madrigaux. Solistes de l'EVL, Michel Piguet, Flauta dolça, A. Bailes, luth. Erato STU 70832
- 1974 Claudio Monteverdi: Les plus beaux madrigaux. Vol. 1: Erato STU 70848; vol. 2: Erato STU 70849. Grand Prix de l'Académie du Disque Lyrique. Grand Prix de la Radio-Télévision Belge.
- 1975 Benedetto Marcello: Sept Psaumes. Erato STU 70845/6
- 1975 Antonio Vivaldi: La musique sacrée, vol. 1. Erato STU 70910. Réédition: ECD 88070. Grand Prix des Disquaires de France 1976.
- 1975 Claudio Monteverdi: Les plus beaux madrigaux, vol. 3 à 5. Erato STU 70907/9. Réédition: R30 E522-7
- 1975 Mozart: Requiem, Fondation Gulbenkian de Lisbonne. ERATO
- 1977 Antonio Vivaldi: La musique sacrée, vol. 2 à 4. Erato STU 71003/5
- 1977 Antonio Vivaldi: La musique sacrée, vol. 5. Erato STU 71018
- 1977 Joseph Haydn: Theresienmesse. Erato STU 71058. Grand Prix de l'Académie du Disque Lyrique.
- 1977 J. S. Bach: Cantates BWV 198 (Trauer Ode), 11, 58, 78. Erato STU 71099
- 1977 Marc-Antoine Charpentier: Te deum H.146, Tenebrae facta sunt H.129, Salve Regina à 3 choeurs H.24, Nuit, extrait de H.416, (4), Seniores populi H.117, Soli, Choeur Symphonique & Orchestre de la Fondation Gulbenkian de Lisbonne. LP Erato STU 71002. Report CD couplé amb H 24, H 224, H 129, ECD 55038
- 1977-78 Felix Mendelssohn: Psaumes 42, 95 et 115. Réédité en CD: Erato 2564-69706-4
- 1978 J. S. Bach: Passió segons sant Joan . Erato STU 71151. Réédité en CD: Erato 2292-45406-2. Grand Prix de l'Académie du Disque Français.
- 1978 Marc-Antoine Charpentier: El jutgement dernier H.401, Beatus vir H.224, Soli, Choeur & Orchestre de la Fondation Gulbenkian de Lisbonne. LP Erato STU 71222 (1978). Report CD couplé amb le Miserere des Jésuites H.193, ECD 71579
- 1979 Franz Schubert: Stabat Mater, Magnificat, Offertoire. Erato STU 71262. Réédité en CD: Erato 4509-96961-2
- 1979 Claudio Monteverdi: Les plus beaux madrigaux, vol. 6-8. Amb l'Ensemble Baroque de Drottningholm. Erato ECD 88108
- 1981 Johann Sebastian Bach: Messe en si mineur. Erato STU 71314
- 1982 Marc-Antoine Charpentier: David et Jonathas H.490, Paul Esswood, David, Colette Alliot-Lugaz, Jonathas, Philippe Huttenlocher, Saül, Roger Soyer, Achis, Antoine David, Joabel, René Jacobs, La Pythonisse, Pari Marinov, L'Ombre de Samuel, Maitrise de L'Opéra de Lyon, Enfants de la Cigale,de Lyon, et du lycée musical, English Bach Festival Baroque Orchestra, dir. Michel Corboz. 2 LP/CD Erato 1981.
- 1983 Johann Sebastian Bach: Passió segons sant Mateu. Erato ECD 880633. Réédité en CD: Erato 2292-45375-2
- 1983 Claudio Monteverdi: Vespro della Beata Vergine. Amb l'Orchestre Baroque de Londres. Erato ECD 88024
- 1984 Johann Sebastian Bach: Oratorio de Noël, Erato, 1985.
- 1986 Maurice Duruflé: Requiem, Erato, Réédité en CD 1992, Chœur Et Orchestre Colonne, Teresa Berganza, José Van Dam, Philippe Corboz, Ensemble Vocal "Audite Nova" de Paris, Jean Sourisse
- 1987 Henry Purcell: Dido and Aeneas, Ensemble instrumental de Lausanne, Choeur du Théâtre municipal de Lausanne, Teresa Berganza, Per-Arne Wahlgren, Danielle Borst. Erato/Cascavelle ECD 88244.
- 1988 Félix Mendelssohn: Christus, Hör mein Bitten, Ave Maria, Verleih, Te Deum (enreg. 1987). Erato ECD 75489
- 1989 Charles Gounod: Missa Choralis. Saint-Saëns: Messe per Chœur et 2 orgues. Erato ECD 75540
- 1989 Gioacchino Rossini: Petite messe solennelle. Erato ECD 75466. Réédition: Erato 2292-45321-2
- 1990 Albert Alain: Messe per chœur et 2 orgues. Vierne: Messe per chœur et 2 orgues. Jean Langlais: Messe per chœur et 2 orgues. Erato 2292-45511-2
- 1990 Haendel/Mozart: El Messies . Erato 2297-45491-2
- 1990 Arthur Honegger: La Danse des morts, Une Cantate de Noël. Cascavelle VEL 3023
- 1991 Wolfgang Amadeus Mozart: Requiem. Cascavelle VEL 1012
- 1991 Wolfgang Amadeus Mozart: Messe en ut. Cascavelle VEL 1011
- 1991 Frank Martin: In Terra Pax; Et la vie l'emporte. Cascavelle VEL 1014
- 1991 Arthur Honegger: Judith. Cascavelle VEL 1013
- 1991 Arthur Honegger: Le Roi David. Cascavelle VEL 1017
- 1992 Gabriel Fauré: Requiem i cantiques. Aria-FNAC 592097
- 1992 Claudio Monteverdi: Messa da cappella. F. Martin: Messe à double chœur. Cascavelle VEL 1025
- 1993 Marc-Antoine Charpentier: Vêpres aux Jésuites, H.536, H.204, H.361, H.203 - 203 a, H.225, H.32, H.208, H.35, H.160 -160 a, H.67, H.78. (Reconstitution Catherine Cessac) Amb l'ensemble Vocal de Lausanne, L'Ensemble baroque L'Arpa Festante, Charles Daniels, Mark Tucker, Hans-Jürg Rickenbacher, Peter Harvey, Stephan Imboden, Natacha Ducret, 2 CD Cascavelle VEL 1030
- 1994 Félix Mendelssohn: Œuvres religieuses. Aria-FNAC 592298
- 1994 J. S. Bach: Passion selon St-Jean. Cascavelle VEL 1036
- 1995 J. S. Bach: Motets. Cascavelle VEL 1052
- 1996 J. S. Bach Messe en si mineur Michel Corboz Virgin Classics 7243 5 62334 2 3
- 1996 Johannes Brahms: Ein deutsches Requiem (enregistré au Festival Michel Corboz 1989). Aria-FNAC 961002
- 1996 Giacomo Carissimi Jephté; D. Scarlatti: Stabat Mater Cascavelle VEL 1060
- 1998 J. S. Bach: Messe en si mineur (gravat a 1996). Aria 970901
- 1998 Mozart: Requiem (gravat a 1995). Amb l'orchestre de Chambre de Genève. Aria 971201
- 1999 Frank Martin: Golgotha (gravat a 1994). Amb le Sinfonietta de Lausanne. Cascavelle VEL 3004
- 1999 Johannes Brahms: Motteten, Lieder und geistliche Gesänge (gravat a 1997). Cascavelle VEL 1070
- 2005 Gabriel Fauré: Requiem (gravat a direct à Tokyo). Amb l'Ensemble Instrumental de Lausanne.
- 2006 Gabriel Fauré: Requiem, œuvres religieuses. Amb le Sinfonia Varsovia. Mirare MIR028
- 2007 Franz Schubert: Messe en mi bémol majeur. Amb l'Orchestre de Chambre de Lausanne. Mirare MIR 051
- 2008 J. S. Bach: Messe en si mineur. Amb l'Ensemble Instrumental de Lausanne. Mirare MIR 081
- 2009 César Franck et Charles Gounod: Les Sept Paroles du Christ en Croix. Mirare MIR 106
- 2011 Charles Gounod: Messe de Requiem et Messe chorale, Mirare MIR 129

## Premis
- 2003: Premi de la ciutat de Lausana

## Homenatges
- Comanadors de les Arts i les Lletres. Va ser nomenat Comanador durant la promoció del 15/02/1996.[3][1]